# Bahnhof Aéroport Charles-de-Gaulle 1
Der Bahnhof Aéroport Charles-de-Gaulle 1 ist ein Regionalbahnhof auf dem Gelände des Flughafens Paris-Charles de Gaulle. Er liegt südlich des Terminals 1 im Gebäudekomplex Roissypole. Bedient wird er durch die Linie B der RER, die von hier aus über den Gare du Nord in die Innenstadt von Paris sowie zum weiter östlich im Terminal 2 gelegenen Fernbahnhof des Flughafens, dem Bahnhof Aéroport Charles-de-Gaulle 2 TGV, verkehrt. Auch die Flughafenbahn CDGVAL hält in der Nähe und verbindet den Bahnhof mit den Terminals.